# 囊拉赛康
囊拉赛康（亦称赛康寺），位于中国青海省尖扎县昂拉乡东加村，为第六批青海省文物保护单位，公布日期为1998年12月22日，类型为古建筑。
囊拉赛康（亦称赛康寺）的历史年代为清。